# Calceolaria helianthemoides
Calceolaria helianthemoides är en toffelblomsväxtart som beskrevs av Carl Sigismund Kunth. Calceolaria helianthemoides ingår i släktet toffelblommor, och familjen toffelblomsväxter. Inga underarter finns listade i Catalogue of Life.